# Rio Ningaluk
O rio Ningaluk, também conhecido como rio Ninglick (Ningliq em iúpique), é um canal com cerca de 71 quilômetros de extensão, situado entre a Baía Baird e a Baía Hazen, na costa oeste do estado do Alasca, Estados Unidos.
Fluindo predominantemente para o oeste, o rio deságua na Baía Hazen, ao norte da Ilha Kigigak. A baía situa-se aproximadamente 177 quilômetros a oeste de Bethel, na região do Mar de Bering.

## Realocação de comunidades
O Corpo de Fuzileiros Navais dos Estados Unidos tem trabalhado na construção de abrigos de emergência, estradas, casas e um campo de pouso em Mertarvik, local próximo ao rio Ninglick. O objetivo é reassentar cerca de 400 esquimós iúpiq deslocados da vila de Newtok, devido à erosão, ao derretimento e ao afundamento do permafrost na região.  
O projeto de reassentamento prevê uma mudança de aproximadamente 14 quilômetros de distância.